# Sommer-Paralympics 2016/Teilnehmer (Elfenbeinküste)
| stlisierte Goldmedaille | stlisierte Silbermedaille | stlisierte Bronzemedaille |
| ----------------------- | ------------------------- | ------------------------- |
| —                       | 1                         | —                         |

Die Elfenbeinküste entsandte zwei Athletinnen und drei Athleten zu den Paralympischen Sommerspielen 2016 in Rio de Janeiro,  die in zwei Sportarten antraten. Fahnenträger für die Elfenbeinküste bei der Eröffnungsfeier war der Powerlifter Alidou Diamoutene.

## Medaillen

### Medaillenspiegel
| Rang   | Sportart       | Gold | Silber | Bronze | Gesamt |
| ------ | -------------- | ---- | ------ | ------ | ------ |
| 1      | Leichtathletik | 0    | 1      | 0      | 1      |
| Gesamt | Gesamt         | 0    | 1      | 0      | 1      |

## Teilnehmer nach Sportart

### Leichtathletik
Laufen
| Athleten                                            | Wettbewerb | Vorlauf | Vorlauf | Halbfinale    | Halbfinale    | Finale        | Finale        | Rang |
| Athleten                                            | Wettbewerb | Zeit    | Rang    | Zeit          | Rang          | Zeit          | Rang          | Rang |
| --------------------------------------------------- | ---------- | ------- | ------- | ------------- | ------------- | ------------- | ------------- | ---- |
| Männer                                              |            |         |         |               |               |               |               |      |
| Kouame Jean-Luc Noumbo                              | 400 m T47  | 50,14 s | 2       | —             | —             | DSQ           | DSQ           | 8    |
| Frauen                                              |            |         |         |               |               |               |               |      |
| Fatimata Brigitte Diasso Guide: N'Guessan Gohore Bi | 100 m T11  | 13,10 s | 3       | ausgeschieden | ausgeschieden | ausgeschieden | ausgeschieden | 11   |
| Fatimata Brigitte Diasso Guide: N'Guessan Gohore Bi | 200 m T11  | DSQ     | DSQ     | ausgeschieden | ausgeschieden | ausgeschieden | ausgeschieden | DSQ  |

Springen und Werfen
| Athleten                 | Wettbewerb      | Finale  | Finale | Rang |
| Athleten                 | Wettbewerb      | Weite   | Rang   | Rang |
| ------------------------ | --------------- | ------- | ------ | ---- |
| Männer                   |                 |         |        |      |
| Benian Richard Duffi     | Kugelstoßen F40 | 8,80 m  | 6      | 6    |
| Benian Richard Duffi     | Speerwerfen F41 | 30,31 m | 10     | 10   |
| Frauen                   |                 |         |        |      |
| Fatimata Brigitte Diasso | Weitsprung T11  | 4,89 m  | 2      |      |
| Sebehe Clarisse Lago     | Kugelstoßen F40 | 5,25 m  | 8      | 8    |

### Powerlifting (Bankdrücken)
| Athleten          | Wettbewerb | Ergebnis | Rang |
| ----------------- | ---------- | -------- | ---- |
| Männer            |            |          |      |
| Alidou Diamoutene | bis 54 kg  | NVL      | NVL  |